# Syncopacma steppicolella
Syncopacma steppicolella is een vlinder uit de familie tastermotten (Gelechiidae). De wetenschappelijke naam is voor het eerst geldig gepubliceerd in 2010 door Junnilainen.
De soort komt voor in Europa.